# کلارا چییک
کلارا چییک (انگلیسی: Klára Csík؛ زادهٔ ۵ اوت ۱۹۴۷) بازیکن هندبال اهل مجارستان است.